# Трачара (ТВ серија из 2021)
Трачара (енгл. Gossip Girl) америчка је телевизијска серија коју је створио Џошуа Сафран за HBO Max. Темељи се на истоименом серијалу романа ауторке Сесили фон Зигесар. Представља самостални наставак серије Трачара из 2007.
Упркос томе што је добила помешане рецензије, оборила је рекорд и постала најгледанија серија коју је приказао HBO Max. У јануару 2023. серија је отказана након две сезоне.

## Радња
Скоро 10 година након што је веб-сајт Трачаре угашен, нова генерација тинејџера је под опаким и будним оком нове Трачаре, али овог пута уместо сочних скандала који се врте око Њујорка, она прати читав свет и овог пута нико није поштеђен њеног гнева.

## Улоге
| Глумац            | Улога           |
| ----------------- | --------------- |
| Џордан Александер | Џулијен Каловеј |
| Витни Пик         | Зоја Лот        |
| Тави Гевинсон     | Кејт Келер      |
| Илај Браун        | Оби Бергман     |
| Томас Дохерти     | Макс Вулф       |
| Емили Алин Линд   | Одри Хоуп       |
| Еван Мок          | Аки Мензис      |
| Џонатан Фернандез | Ник Лот         |
| Адам Чанлер Берат | Џордан Гласберг |
| Зион Морено       | Луна Ла         |
| Савана Ли Смит    | Моне де Хан     |
| Џејсон Готај      | Рафа Капарос    |
| Тод Алмонд        | Гидеон Вулф     |
| Лаура Бенанти     | Кики Хоуп       |
| Грејс Дуах        | Шан Барнс       |
| Меган Фергусон    | Венди           |

## Епизоде
| Сезона | Сезона | Епизоде | Епизоде | Оригинална објава | Оригинална објава |
| Сезона | Сезона | Епизоде | Епизоде | Премијера         | Финале            |
| ------ | ------ | ------- | ------- | ----------------- | ----------------- |
|        | 1.     | 12      | 12      | 8. јул 2021.      | 2. децембар 2021. |
|        | 2.     | 10      | 10      | 1. децембар 2022. | 26. јануар 2023.  |